# Einfacher Igelkolben
Der Einfache Igelkolben (Sparganium emersum) ist eine Pflanzenart aus der Gattung Igelkolben (Sparganium) innerhalb der Familie der Rohrkolbengewächse (Typhaceae). Die reifen Samen dieser Wasserpflanze bilden eine Kugel mit nach außen gerichteten Spitzen; aus dieser Samenanordnung leitet sich der Trivialname „Igelkolben“ ab.

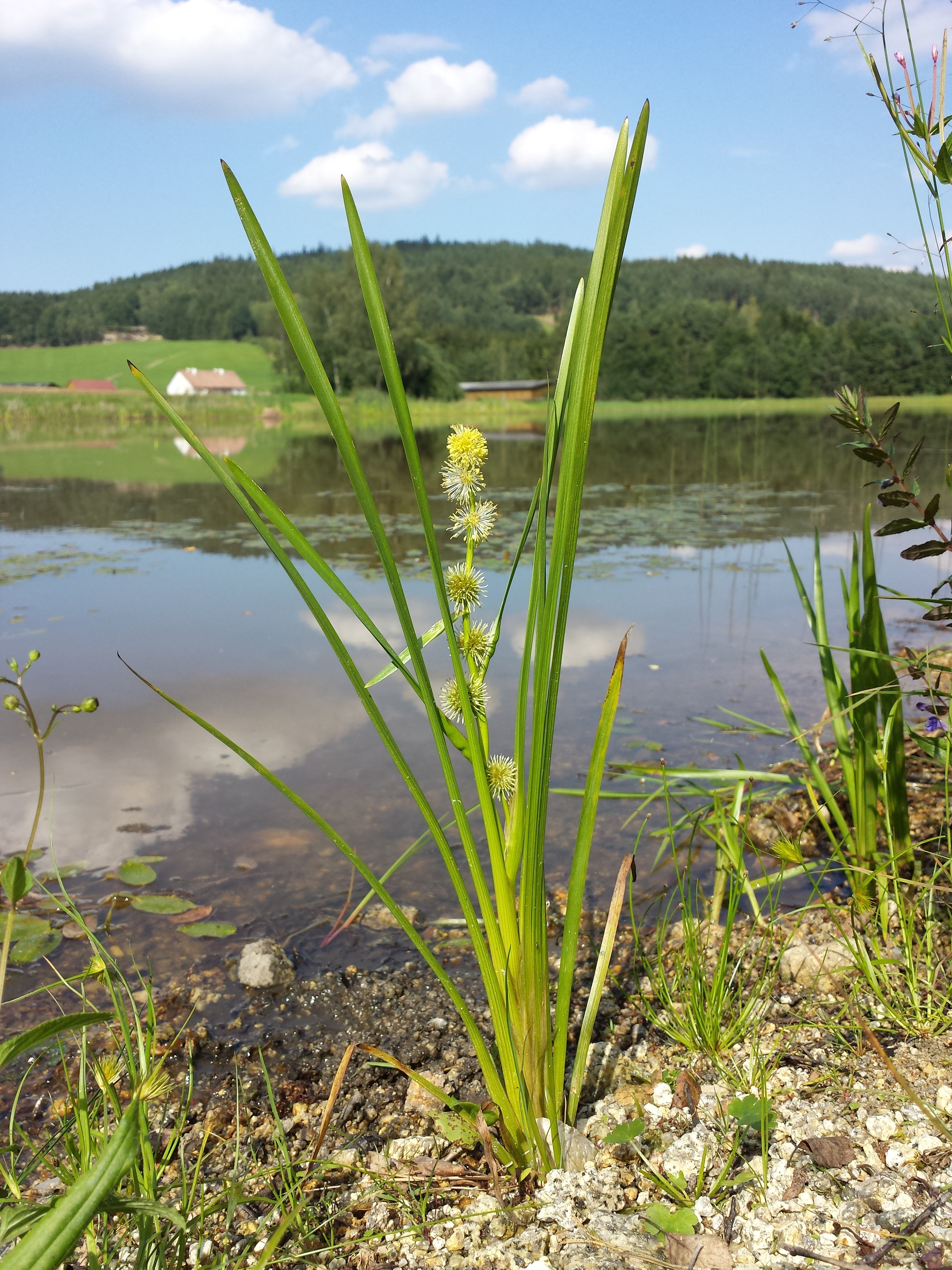
Habitus im Habitat

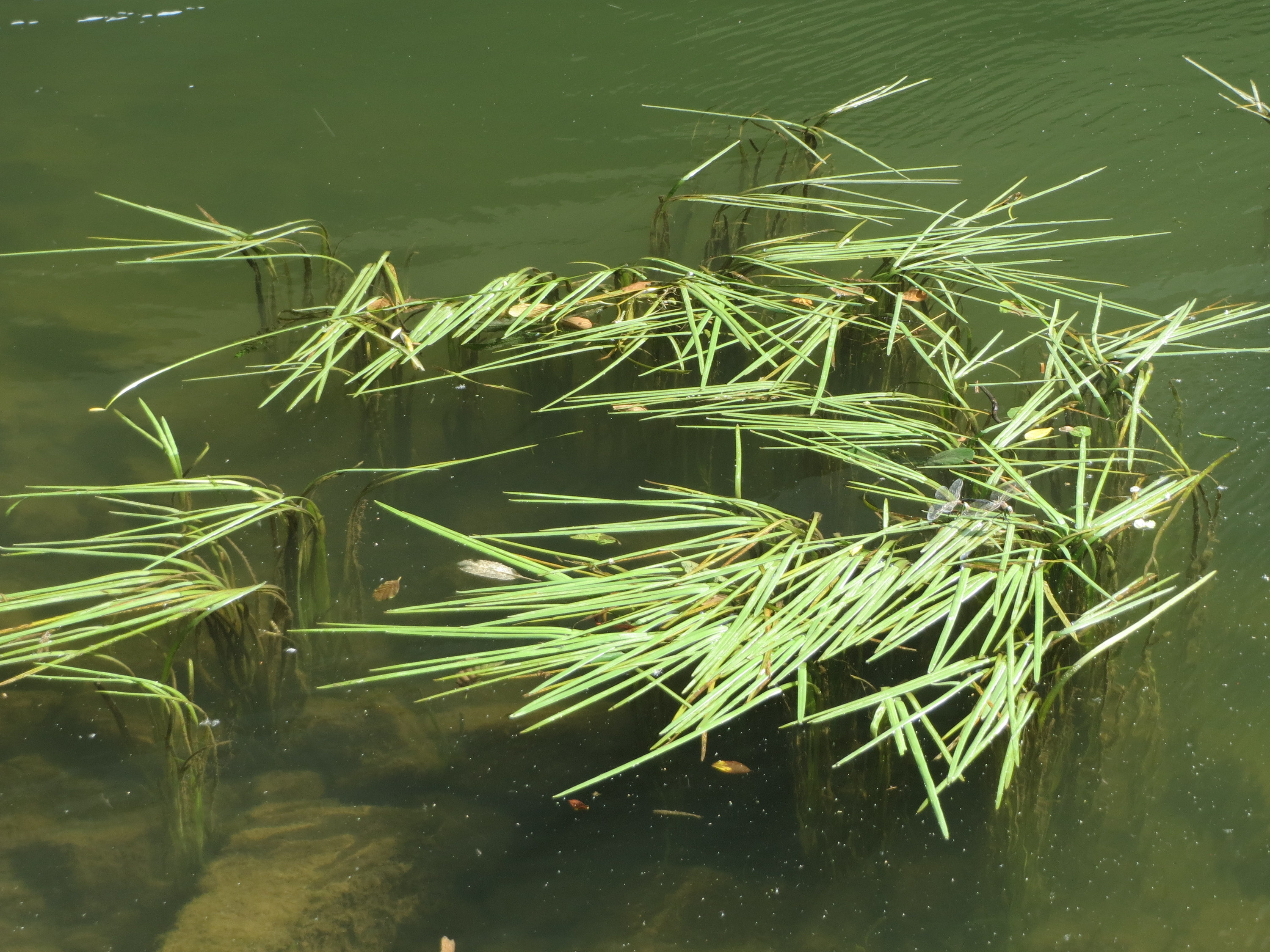
Schwimmblätter

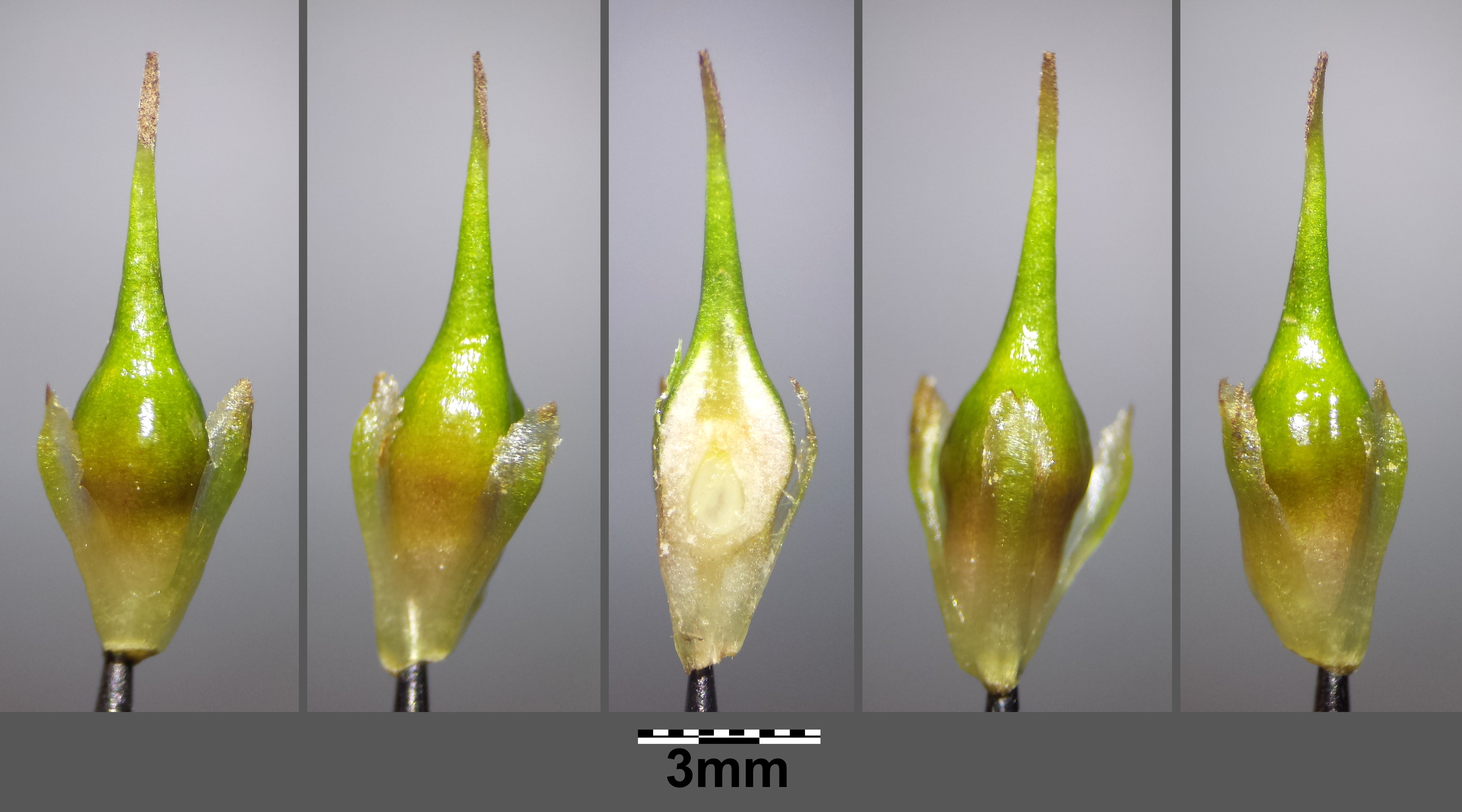
Junge Früchte

## Beschreibung

### Vegetative Merkmale
Der Einfache Igelkolben ist eine mehrjährige krautige Pflanze, die meist am Grund von flachen Gewässern wurzelt und sich mit einem kriechenden bis 50 Zentimeter langem Rhizom ausbreitet. Stängel und Blätter dieser Wasserpflanze (Hydrophyt) wachsen aufrecht, selten flutend. Die Blütenstängel erreichen Wuchshöhen zwischen 13 und 60 Zentimetern. Die am Grund scheidenförmig verbreiterten, mit dreikantiger Blattscheide versehenen und auf dem Rücken bis zur Spitze deutlich gekielten Laubblätter wachsen steif aufrecht. Die grundständigen Blätter messen 10 bis 50 Zentimeter Länge und 3 bis 10 Millimeter Breite. Die weichen Schwimmblätter tragen oberseits einen vorspringenden Mittelnerv. Die Blätter bestehen aus einem schwammartig zusammendrückbaren Schwimmgewebe (Aerenchym). Die untergetauchten Wasserblätter sind 10 bis 120 Zentimeter lang und 1,8 (bis 4) bis 6 (bis 12) Millimeter breit. Die Schwimmblätter werden 50 bis 220 Zentimeter lang und (2 bis) 5 bis 10 (bis 18) Millimeter breit.

### Generative Merkmale
Die Blütezeit reicht von Juni bis Juli. Der Einfache Igelkolben ist einhäusig getrenntgeschlechtig (monözisch). Die unverzweigten, selten mit einem Seitenast versehenen Blütenstände tragen oben vier bis acht männliche, darunter zwei bis fünf weibliche entfernt stehende, kugelige Blütenköpfchen in traubig-ähriger Anordnung. Dwer Blütenstängel kann in stehendem oder träge fließendem Wasser eine Länge von 187 Zentimeter erreichen. Die männlichen Blütenköpfchen sind mit bis über 20 Millimeter Durchmesser die größten der mitteleuropäischen Sparganium-Arten. Die weiblichen Blütenköpfchen haben einen Durchmesser von 13 bis 17 Millimetern. Die Tragblätter der beiden obersten weiblichen Blütenköpfchen überragen den Blütenstand meist nicht. Das Tragblatt des untersten weiblichen Köpfchens überragt den Blütenstand höchstens um die Hälfte. Die Staubbeutel sind (1 bis) 1,2 bis 2 Millimeter lang. Die Fruchtknoten tragen lange fadenförmige etwa 2 Millimeter lange Narben. Der Griffel ist 2 bis 3 Millimeter lang. Griffel und Narben bilden um das Köpfchen einen für die Art charakteristischen Strahlenkranz. Die Fruchtköpfchen haben einen Durchmesser von 20 bis 27 / bis 32) Millimetern. Reife trockene Früchte sind glänzend und haben einen durch Eintrocknung der Basis 1,5 bis 3 (bis 4) Millimeter langen Stiel. Der Schnabel aus Griffel und Narbe ist 4 bis 6 Millimeter lang.
Die Chromosomenzahl beträgt 2n = 30.

## Ökologie
Der Einfache Igelkolben kann als schwimmende, nichtblühende Form noch in 3 Meter tiefem Wasser (Altwasser des Rheins) existieren. Sie bildet dann zarte und bis über 2 Meter lange Unterwasserblätter aus. An trocken gefallenen Orten kann die Art auch Zwergformen ausbilden, deren Blütenstängel nur 10 bis 20 Zentimeter hoch werden.
Die Bestäubung erfolgt durch den Wind (Anemophilie), auch Selbstbestäubung kommt vor.

### Ähnliche Arten
Oft wird Sparganium emersum mit dem Schmalblättrigen Igelkolben (Sparganium angustifolium Michx.) verwechselt. Diese Art hat ungekielte, meist flutende Blätter. Sie verfügt über lediglich ein bis drei weibliche und ein bis sechs männliche Blütenköpfchen. Sie wächst in nährstoffarmen Moorgewässern und Gebirgsseen.

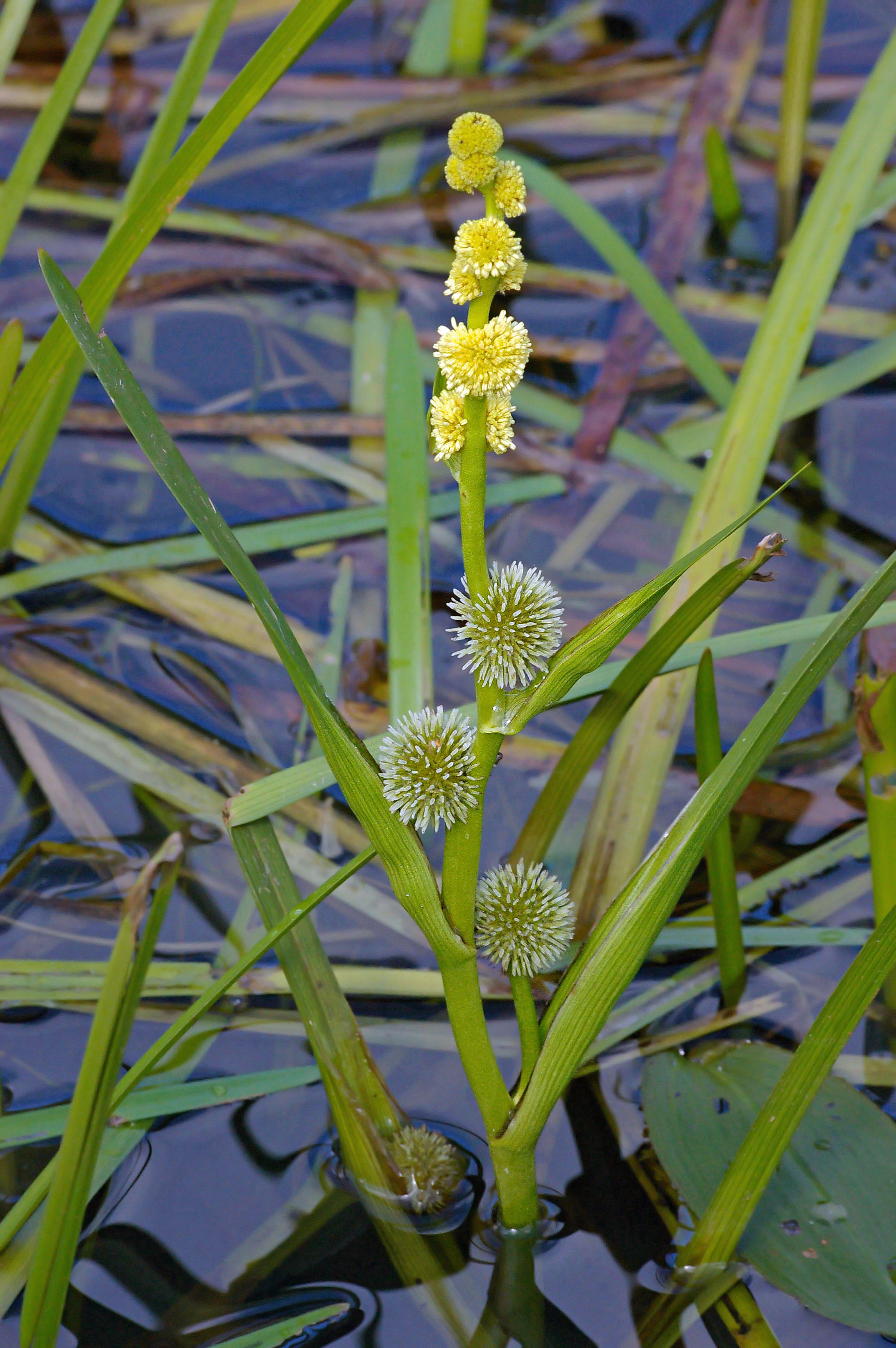
Einfacher Igelkolben (Sparganium emersum)

## Verbreitung und Standort
Der Einfache Igelkolben ist in den gemäßigten Zonen der Nordhalbkugel verbreitet. Seine südlichsten Vorkommen liegen im Iran und in Myanmar. In Nordamerika ist er ein Neophyt. In Europa kommt er in fast allen Ländern vor; er fehlt nur in Island, Spitzbergen und teilweise auf der Balkanhalbinsel.
In Mitteleuropa kommt er im Tiefland zerstreut vor; in den tieferen Lagen der Mittelgebirge und des Alpenvorlandes ist er nur selten zu finden. Im Allgäu erreicht er auf der Zeiler Höhe zwischen Schloß Zeil und Bad Wurzach eine Höhenobergrenze von 850 Metern. Sonst kommt er in den Alpen selten bis 1800 Meter Meereshöhe vor.
Der Einfache Igelkolben kommt vom Flach- bis ins Hügelland vor (planar bis collin). Er besiedelt überwiegend die Ufer langsam fließender Gewässer, aber auch stehende Gewässer wie Gräben und Tümpel auf basen- und mehr oder weniger nitratreichen, meist kalkreichen, aber auch -armen, humosen Schlamm- oder Mudde-Böden. Sparganium emersum ist eine Kennart der Pflanzengesellschaft (Assoziation) des Pfeilkraut-Röhrichts (Sagittario-Sparganietum emersi).
Er liebt Licht und sucht daher offene Stellen, z. B. Entwässerungsgräben. Seine flutenden Formen findet man in der Regel in Seerosenbeständen kühler Gewässer, ja sogar zwischen Flutendem Wasserhahnenfuß (Ranunculus fluitans) in den Flüssen des Voralpengebiets. Dieser ist eine Kennart des Verbands Ranunculion fluitantis.
Die ökologischen Zeigerwerte nach Landolt et al. 2010 sind in der Schweiz: Feuchtezahl F = 5vfw (überschwemmt und untergetaucht mit mäßig wechselnder Feuchtigkeit), Lichtzahl L = 4 (hell), Reaktionszahl R = 3 (schwach sauer bis neutral), Temperaturzahl T = 3+ (unter-montan und ober-kollin), Nährstoffzahl N = 4 (nährstoffreich), Kontinentalitätszahl K = 3 (subozeanisch bis subkontinental).

## Taxonomie
Die Erstveröffentlichung von Sparganium emersum erfolgte 1872 durch Anton Rehmann in Verh. Naturf. Vereins Brünn, Band 10, S. 80. Synonyme für Sparganium emersum Rehmann sind: Sparganium emersum subsp. fluitans (Grenier & Godron) Oberdorfer nom. inval., Sparganium simplex var. fluitans Godr. & Gren., Sparganium simplex W.Hudson 1778 nom. illeg., Sparganium acaule (Beeby ex Macoun) Rydb., Sparganium chlorocarpum Rydb., Sparganium chlorocarpum var. acaule (Beeby ex Macoun) Fern., Sparganium longissimum (E.M.Fries) K.Fritsch.